# Korg
Tập đoàn Korg (株式会社コルグ, Kabushiki-gaisha Korugu) là một tập đoàn đa quốc gia của Nhật Bản chuyên trong lĩnh vực sản xuất dụng cụ và thiết bị âm nhạc điện tử. Đây là một trong những công ty uy tín nhất trong lĩnh vực sản xuất dụng cụ âm nhạc trên thế giới.